# رابرت گوزت
رابرت گوزت (انگلیسی: Robert Gossett؛ زادهٔ ۳ مارس ۱۹۵۴ ‏(۷۱ سال)) یک هنرپیشه اهل ایالات متحده آمریکا است. وی از سال ۱۹۸۷ میلادی تاکنون مشغول فعالیت بوده‌است.